# Noble Drew Ali

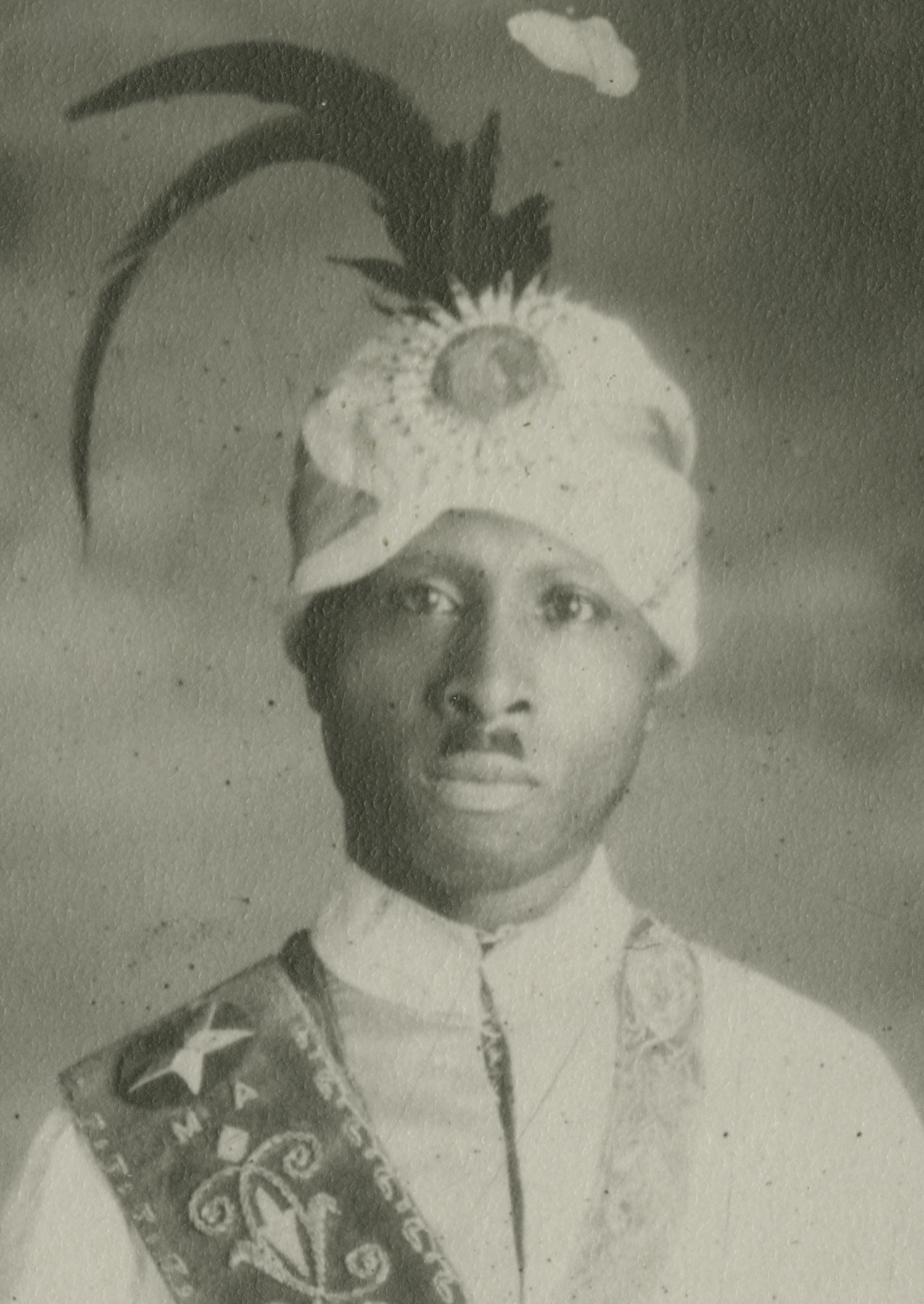
Noble Drew Ali (1925)

Noble Drew Ali (geb. 8. Januar 1886 in Norfolk (Virginia) als Thomas Drew; gest. 20. Juli 1929 in Chicago) war ein afroamerikanischer religiöser Anführer und Gründer des Moorish Science Temple of America (MSTA; „Maurischer Wissenschaftstempel Amerikas“), der ersten religiösen Massenbewegung des Islams in den Vereinigten Staaten. Er nahm für sich das Prophetentum in Anspruch und verfasste einen eigenen Koran. Darin forderte er seine Anhänger auf, sich nicht als Schwarze zu identifizieren, sondern als Mauren, die von Marokkanern abstammen. Die nordafrikanischen Muslime betrachtete er wiederum als Nachkommen der Moabiter und Kanaaniter, die als Engel die Heilige Stadt Mekka bewachen. Indem die „maurischen“ Amerikaner ihre wahren Ursprünge erkennen und die schwarze Identität ablegen, sollten sie ihr „höheres Selbst“ kultivieren, zu besseren amerikanischen Bürgern und zu einem wirtschaftlichen Aufstieg befähigt werden.
Noble Drew Ali präsentierte seine Lehren zwar als islamisch, doch waren sie sehr stark von zeitgenössischer christlicher Spiritualität und den Ideen und Praktiken der Freimaurer, Rosenkreuzer und Shriners beeinflusst. Sāttī Mādschid, ein aus dem Sudan stammender muslimischer Missionar, der sich in den 1920er Jahren in den USA aufhielt und von Noble Drew Alis Lehren hörte, versuchte sie zu bekämpfen und erwirkte eine Fatwa der Azhar, in der diese Lehren als häretisch verurteilt wurden. Das frühe Leben Noble Drew Alis bis zur offiziellen Gründung des MSTA im Jahre 1926 ist von Legenden umwoben, die teils von ihm selbst gestreut, teils erst nach seinem Tode von MSTA-Anhängern verbreitet wurden. Sein tatsächliches Leben bis zu diesem Zeitpunkt mit seinen verschiedenen Identitätsänderungen wurde erst 2014 von dem singapurischen Historiker Fathie Ali Abdat anhand von Archivmaterialien rekonstruiert.

## Leben

### Kindheit, Jugend und Lohnarbeit als Thomas Drew

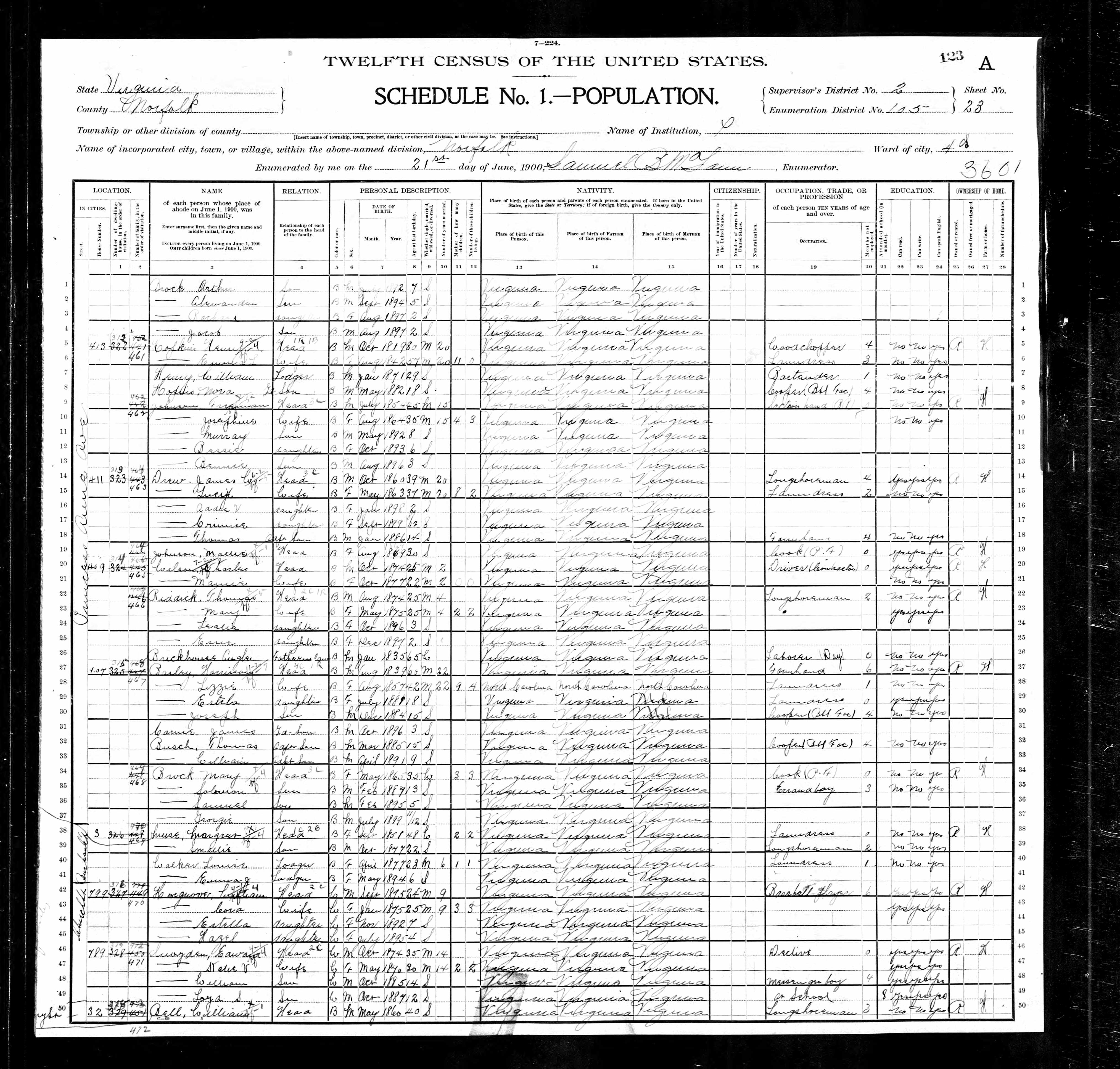
Der Auszug aus der Volkszählung 1900, in dem Thomas Drew in Zeile 18 als adoptierter Sohn (adopted son) eingetragen ist

Anhand seiner Archivstudien konnte Abdat ermitteln, dass Noble Drew Ali am 8. Januar 1886 in Norfolk (Virginia) geboren wurde. Sein eigentlicher Vorname lautete Thomas, nicht Timothy, wie bis zu Abdats Archivuntersuchungen angenommen.
Wie aus einem Eintrag der US-Volkszählung 1900 hervorgeht, wurde Thomas Drew im Jahr 1898 von James Washington Drew und Lucy Drew adoptiert, einem afroamerikanischen Paar mit Wohnsitz in 411 Princess Anne Avenue, Norfolk, Virginia. Wahrscheinlich adoptierte das Paar den Jungen, um so sein eher spärliches Einkommen zu verbessern. Darüber hinaus hatte es noch zwei Töchter; sechs weitere Kinder waren verstorben. Über seine leiblichen Eltern scheint Thomas Drew nichts gewusst zu haben, was sich auch darin widerspiegelt, dass sie in den religiösen Texten des MSTA nicht erwähnt werden. Es ist auch gut möglich, dass die Trennung seiner Adoptiveltern und die neue Ehe seines Adoptivvaters bei Thomas Drew Spuren hinterließen und ihn später dazu motivierten, familiäre Beziehungen und soziale Pflichten zu betonen.

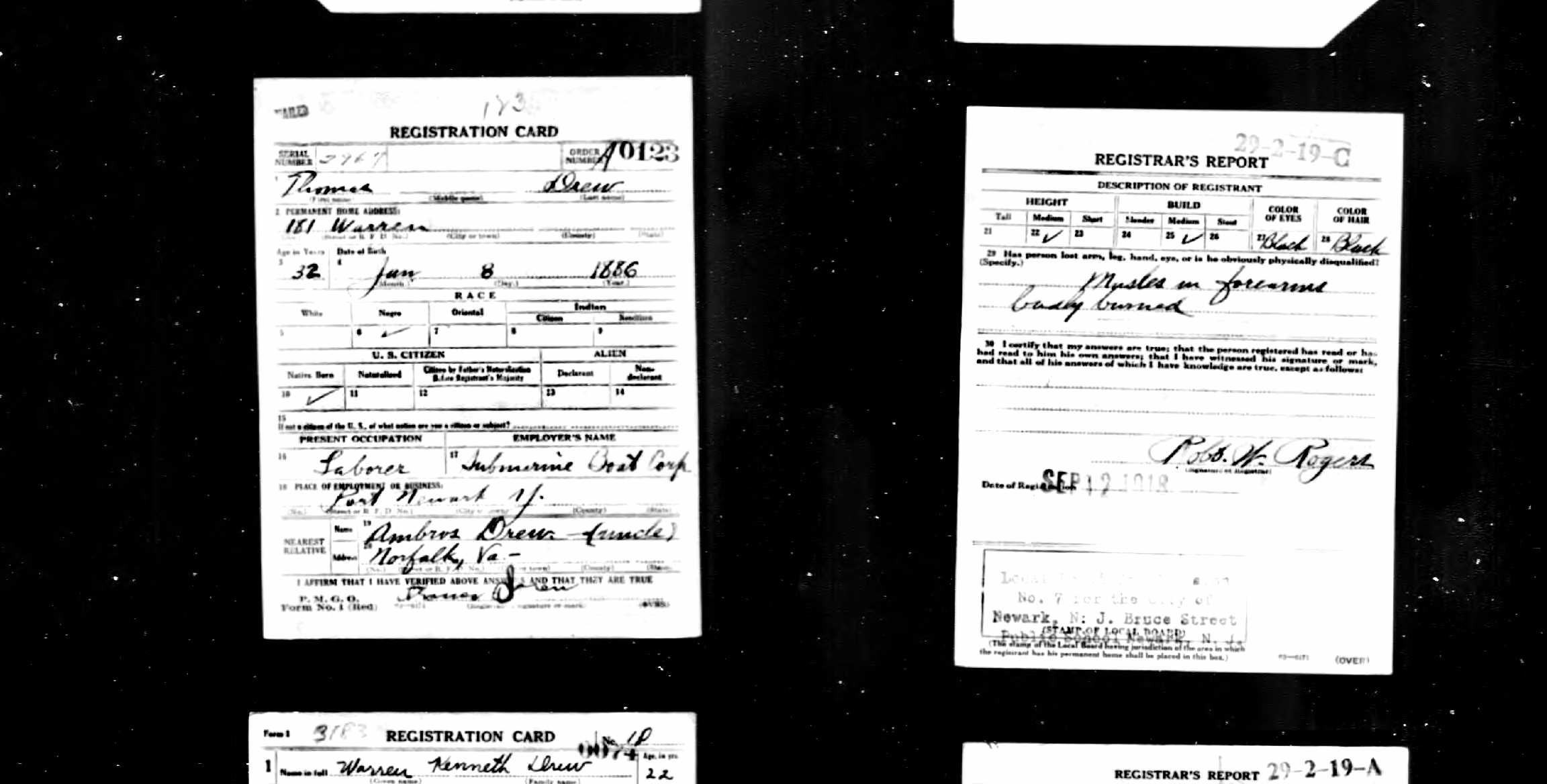
Thomas Drews Registrierungskarte von 1918 aus Newark

Zwischen 1898 und 1918 verdiente Thomas Drew sein Geld als Tagelöhner, Erntehelfer, Portier und Hafenarbeiter. Zwischen 1910 und 1916 zog er aus Norfolk nach Richmond (Virginia), um dort als Portier zu arbeiten. 1917 befand er sich in Newark (New Jersey). Im September 1918 meldete er sich wegen der Einberufung wehrfähiger Männer zur Registrierung in einer öffentlichen Schule in Newark. Auf der Registrierungskarte ist eingetragen, dass er zu dieser Zeit für die Submarine Boat Corporation (SBC) als Arbeiter tätig war. Außerdem wird darauf festgestellt, dass die Unterarmmuskeln „stark verbrannt“ seien. Letzten Endes wurde Drew nicht einberufen. Nach dem Ersten Weltkrieg brach die SBC zusammen und Drew wurde arbeitslos.
Die Registrierungskarte von 1918 und sein Eintrag in der Volkszählung von 1920 zeigen, dass Drew während dieser Jahre in der 181 Warren Street, Newark, einem gemischten Viertel mit schwarzen Arbeitsmigranten aus dem Süden (Great Migration) und weißen europäischen Einwanderern aus Italien und Russland, wohnte. Aus dem Volkszählungseintrag geht außerdem hervor, dass Drew abwechselnd in einem Friseurladen und als „Straßenprediger“ arbeitete.

### Neue Identitäten: Von Professor Drew zu Noble Drew Ali

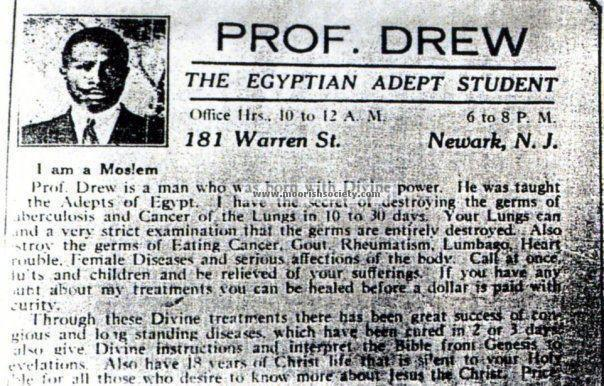
Die Werbeanzeige als „Professor Drew, der ägyptische Meisterschüler“

1918 legte Drew den Namen Thomas ab. Für ungefähr die nächsten fünf Jahre gab er sich als „Professor Drew, der ägyptische Meisterschüler“ (Prof. Drew, the Egyptian adept student) aus. Er kleidete sich während dieser Zeit in ein farbiges Gewand, bedeckte seinen Kopf mit einer purpurnen Kapuze und behauptete von sich, „East Indian“ zu sein (zu jener Zeit der Begriff, der für Menschen aus Südasien genutzt wurde). Zudem bot er verschiedene Dienste und Showeinlagen an: Er verschluckte Nägel, heilte blinde Soldaten oder sah in eine Kristallkugel, um Interessierte mit Rat in Liebesdingen zu unterstützen oder Wissen über die vergessenen 18 Jahre des Lebens Jesu Christi zu erfahren. Zusätzlich scheint er illegal Medizin und dubiose Tinkturen verkauft zu haben, weswegen er unter anderem in polizeiliches Gewahrsam genommen wurde.
Im Jahre 1922 oder schon früher gründete ein sudanesischer Einwanderer namens Abdul Hamid Suleiman den sogenannten Canaanite Temple in Newark. Er bildete den Teil eines Netzwerks schwarzer muslimisch-freimaurerischer Bewegungen, das in verschiedenen amerikanischen Städten aktiv war. Drew wohnte drei Meilen entfernt von dem Canaanite Temple. Patrick Bowen vermutet, dass er mit Suleimans Gruppe eng verbunden war und Elemente aus seinen Lehren und Symbolen übernahm, insbesondere solche, die den Islam mit der Freimaurerei, den Kanaanitern und dem racial uplift in Verbindung brachten, um sie später bei der Gestaltung des MSTA zu verwenden. In der späteren MSTA-Literatur wird behauptet, dass Noble Drew Ali sogar selbst den Canaanite Temple in Newark gegründet habe.
Im April 1923 erlebte der Canaanite Temple einen Popularitätseinbruch, weil Abdul Hamid Suleiman und Muhammad Ali, sein Assistent in Newark, wegen Kindesmissbrauches inhaftiert wurden. Abdat geht davon aus, dass Drew, der nun als Prophet Drew Ali auftrat, in dieser Zeit die Führung des Canaanite Temple übernahm und ihn religiös neu ausrichtete. Nachdem der Canaanite Temple No. 1 im Mai 1924 in Newark offiziell eingetragen worden war, bereiste er mehrere Städte im Süden, um die Tochtertempel der Gemeinschaft neu zu strukturieren, bevor er sich 1925 dauerhaft in Chicago, Illinois, niederließ. Abdat vermutet, dass sich Drew mit der Anfügung von Ali an seinen Namen, nicht nur mit dem Kalifen ʿAlī ibn Abī Tālib (gest. 661) und dem panafrikanischen Aktivisten Garveyscher Prägung Dusé Mohamed Ali (1866–1945) in Beziehung setzen wollte, sondern auch zu Mohammed Ali, dem inhaftierten örtlichen Organisator des Canaanite Temple. Den Titel Noble („Edler“) entlehnte er wahrscheinlich der Freimaurerei.

### Gründung und Aufbau des Moorish Science Temple of America
Am 29. November 1926 gründete Drew offiziell den Moorish Temple of Science als Bürgerorganisation in der 3603 Indiana Avenue, Chicago, Illinois, um „die gefallene Menschheit zu erheben“ und „Männern und Frauen beizubringen, bessere Bürger zu werden“. Chicago bot sich als Sitz an, da die Stadt eine hohe ethnische Diversität aufwies und sich in den Stadtteilen voneinander getrennte, soziokulturelle Gemeinschaften einzelner Immigrantengruppen herausbildeten, in denen die jeweilige ethnische Gruppe eigene Traditionen beibehalten und eigene Zeitungen veröffentlichen konnte. Besonders die Tatsache, dass diese Gemeinden an Politik interessiert waren und gleichzeitig auch als potenzielle Wähler gesehen wurden, ließ Chicago wohl als Modell einer utopischen Gesellschaft im Sinne Noble Drew Alis erscheinen. Strukturell ließ sich Drew von Garveys Universal Negro Improvement Association (UNIA) inspirieren. Nach diesem Vorbild gründete er gleich Nebeneinheiten wie die Moorish Manufacturing Corporation und den Sisters National Auxiliary.
Im Jahre 1927 veröffentlichte Drew seinen Circle-7-Koran, „um den Menschen aus seinem gefallenen und sündhaften Zustand zu erlösen, zurück zu der höchsten Ebene des Lebens mit seinem Vater Gott, Allah.“ Im selben Jahr gründete er in Chicago die Moorish Manufacturing Corporation, um seine heilenden Tees, Tinkturen, Öle und Minerale zu vermarkten. Diese Produkte wurden in der populären Schwarzen-Zeitung Chicago Defender beworben.

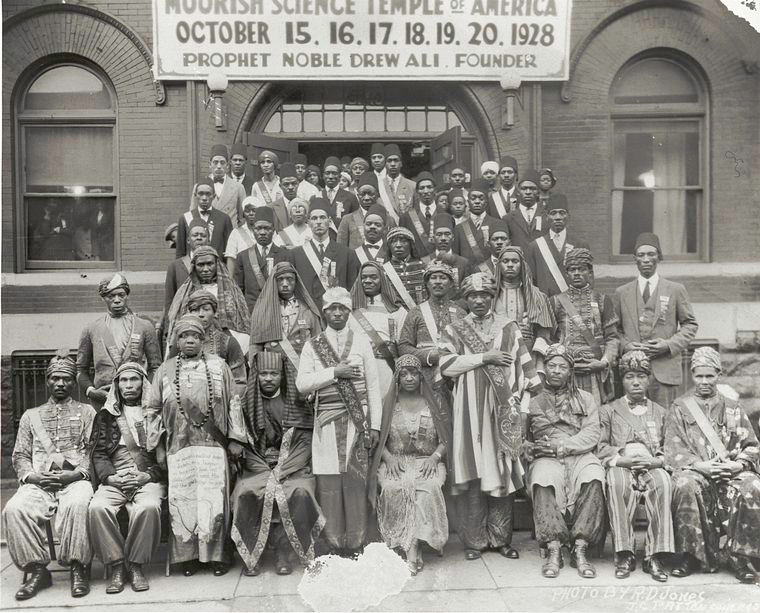
Die Teilnehmer des Moorish-Science-Temple-Kongresses in Chicago 1928, Noble Drew Ali in der vorderen Mitte

Im Januar 1928 reisten Drew und mehrere Helfer nach Havanna in Kuba, um an der 6. Panamerikanischen Konferenz teilzunehmen und die entstehende Gemeinschaft dort zu vertreten. Nach seiner Rückkehr berief er am 21. Mai 1928 eine Sonderversammlung ein und benannte die Organisation offiziell in Moorish Science Temple of America um, um Anschuldigungen von Staatsgefährdung aus dem Weg zu gehen und die Loyalität seiner Bewegung zum amerikanischen Staat zu bekunden. Im August 1928 konnte er die erste Ausgabe der Zeitung Moorish Guide herausbringen. Die erste Nationalversammlung der MSTA, die sich über die fünf Tage vom 15. bis 20. Oktober 1928 erstreckte und zu der Tausende von Anhängern aus siebzehn Tempeln in fünfzehn verschiedenen Städten kamen, markierte den Höhepunkt von Drews Aufstieg zu einer respektablen nationalen religiösen Persönlichkeit. Im Gegenzug begannen sich Chicagos Politiker und Geschäftsleute immer mehr für ihn zu interessieren. Drew bemühte sich, den Nutzen seiner Bewegung bzw. Organisation auch den Republikanern schmackhaft zu machen und versprach u. a. 3000 maurische Stimmen. Da er dazu beitrug, dass Oscar Stanton De Priest als erster Abgeordneter afrikanischer Abstammung aus einem nördlichen Staat ins Repräsentantenhaus der Vereinigten Staaten einzog, wurde er zu der Siegesfeier im Repräsentantenhaus eingeladen.

### Inhaftierung, Freilassung und Tod
Nicht viel später kam es zu weiteren verschiedenen Problemen. Da einige Scheiche seiner Tempel in Detroit und Chicago sowie auch sein oberster Geschäftsleiter der Staatsgefährdung, der Veruntreuung von Geldern und der Nachstellung von Frauen beschuldigt wurden, setzte er sie von ihren Ämtern ab. Dies führte im März 1929 zu einer Schießerei im Tempel in Detroit, bei der zwei Anhänger und zwei Polizisten verwundet wurden. Nachdem dann der ehemalige Geschäftsleiter ermordet wurde und daraufhin die Polizei Razzien in den Tempeln des MSTA durchführte, wurde auch Noble Drew Ali inhaftiert. Die Zeitung Chicago Defender, die bis dahin ein recht positives Bild von dem Religionsanführer verbreitet hatte, revidierte die eigene Position und stellte Noble Drew Ali nun als Scharlatan dar. Zwar gelang es Anwälten, Drews vorübergehende Freilassung gegen Kaution zu erwirken, jedoch starb er am 20. Juli 1929 überraschend in seinem Haus, an einer tuberkulösen Lungenentzündung.

## Schriften

### DerCircle Seven Koran

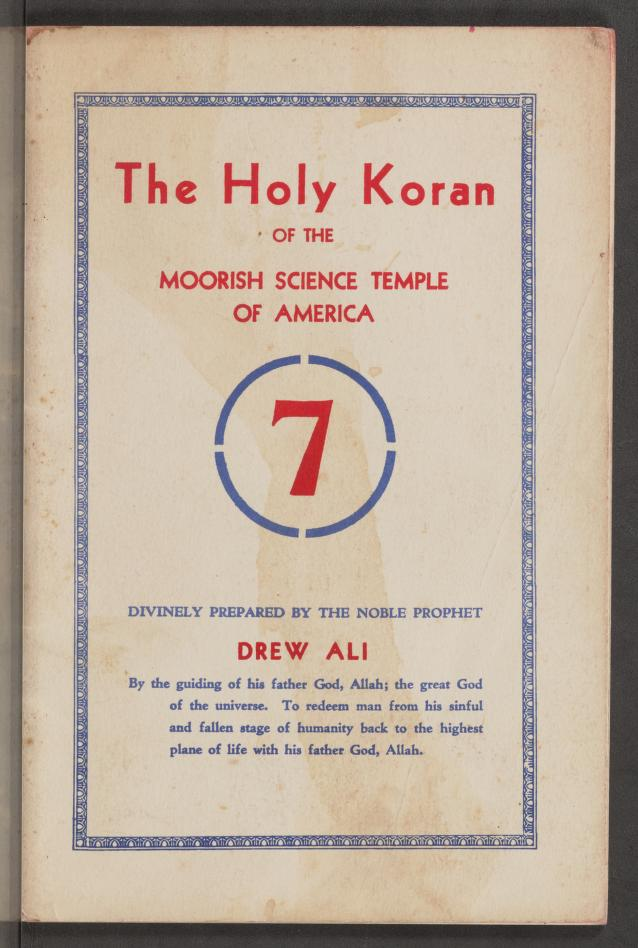
Titelseite des Circle Seven Koran

Im Jahr 1927 veröffentlichte Noble Drew Ali einen 64-seitigen Text mit dem Titel „The Holy Koran of the Moorish Science Temple of America“. Wegen der Gestaltung seines Einbandes mit einer Sieben in einem Kreis wird er auch Circle Seven Koran genannt. Es handelt sich um nahezu wortwörtliche Exzerpte aus zwei esoterischen Texten, die zu Beginn des 20. Jahrhunderts in spiritistischen und mystischen Freimaurerkreisen populär waren.
Bei Kapitel 1–19, die etwa die Hälfte des Textes ausmachen, handelt es sich um eine Kopie des Aquarian Gospel of Jesus the Christ von Levi H. Dowling. Dowling kritisierte darin „die Ära der Christen“ (the Christian Age) wie auch die Dominanz der Kirche. Er war überzeugt davon, dass das New Age, das „Wassermann-Zeitalter“, von Spiritualität geprägt sein würde. Er ging ebenfalls davon aus, dass es möglich sei, höhere spirituelle Kräfte zu meistern. Für ihn bestand jeder Mensch aus zwei „Selbst“: 1. das „Höhere Selbst“, das den Geist, umhüllt von der Seele, enthielt, und das 2. „Niedere Selbst“, das leiblich und anscheinend eine Illusion ist. Christus, so lehrte Dowling, sei keine besondere Person, sondern eine Kraft, ein Logos, der sich in jedem Menschen manifestieren könnte.
Kapitel 20 bis 44 entstammten aus Unto Thee I Grant, einem Text, der vorgibt, alte chinesisch-tibetische Weisheiten über moralisches Verhalten zu vermitteln. Bei der Version des Textes, mit der Drew Ali bekannt war, handelt es sich wahrscheinlich um eine Edition von 1925, die vom Ancient Mystical Order Rosae Crucis (AMORC), der größten Rosenkreuzer-Gruppe in den Vereinigten Staaten publiziert wurde. In den Passagen, die Drew auswählte und in seinen eigenen Koran einfügte, werden die Aufgaben und Rollen von Mann, Frau und Kindern zueinander definiert. Frauen sollen gehorsam, fleißig, sittsam und fördernd sein (d. h. eine gute Erziehung bieten); Männer sollten ihre Ehefrauen sorgsam aussuchen und ihnen gütig gegenüber sein und Kinder sollten ihre Eltern ehren.
Alle von Noble Drew Ali verwendeten Texte haben gemeinsam, dass sie den Menschen dazu befähigt sehen, sich von allen möglichen Formen von Sklaverei zu befreien. Die Erlösung wird somit nicht als eine andere Welt, in der Gutes herrscht, definiert, sondern als ein Zustand in dem Hier und Jetzt. Dementsprechend scheint auch Drew dies betont zu haben. Edward Curtis entnimmt Drew Alis Text, dass er sagen will, dass die Schwarzen wahre Befreiung erreichen können, indem sie sich von Weißen trennen, ihre ursprüngliche Gruppenidentität wiedererlangen, ihre eigene göttliche Provenienz verstehen, über die wahre spirituelle Natur aller Lebewesen meditieren und einen strikten Moralkodex befolgen. Auffällig in dem Circle Seven Koran ist auch die Zentralität von Jesus: Er wird schon ganz am Anfang des Textes erwähnt. Die Idee von Gott als Allah wird hingegen nur nebenbei eingeführt. Es lässt sich somit erkennen, dass Alis Koran inhaltlich mit dem wirklichen Koran eigentlich nichts gemein hat.

### Andere Schriften
Ein weiterer Text von Noble Drew Ali sind die Koran Questions for Moorish Americans („Koran-Fragen für maurische Amerikaner“), die am 20. Juli 1928 veröffentlicht wurden. Sie fassen die Lehren des von ihm gegründeten Moorish Science Temple of America nach Art eines Katechismus zusammen. Daneben gibt es noch eine Zusammenstellung von Noble Drew Alis Schriften, die von seinen Anhängern einzeln und gemeinschaftlich studiert wird, mit dem Titel Moorish Literature.

## Gedankengut und Lehren

### Die Ablehnung schwarzer Identität
Drew Ali sah zwar Marcus Garvey als seinen von Gott gesandten prophetischen Vorläufer an. Anders als Garvey und Edward Wilmot Blyden war er jedoch kein Verfechter irgendeiner Form von schwarzem Nationalismus. Er lehnte auch die Bezeichnungen „Negro“, „Schwarzer“, „Farbiger“ oder „Äthiopien“ ab, denn dies waren seiner Meinung nach Kennzeichen, die die Europäer 1774 den Mauren übergestülpt hatten. Das Wort „Schwarz“ bedeutete für Drew Ali – und hier berief er sich auf die Wissenschaft – den Tod, „farbig“ (colored) sah er als ein Synonym für „befleckt“ an und von „Äthiopien“ (Ethiopia) meinte er, dass es „geteilt“ bedeutet. Ein Mensch konnte seiner Meinung nach kein „Negro“, „Schwarzer“, „Farbiger“ oder „Äthiopier“ sein, weil er nach dem Abbild Gottes erschaffen war. So wie Schwarz für ihn Unreinheit bedeutet, sah er in Weiß eine Farbe, die Reinheit und Gott bedeutet.

### Die maurisch-amerikanische Nation

Noble Drew Ali als maurischer Prophet

Drew Alis Ablehnung schwarzer Identität bedeutete jedoch nicht, dass er Diversität und Differenz aus der Welt schaffen wollte. Vielmehr glaubte er daran, dass alle Menschen sich in ihre jeweiligen nationalen Gruppen aufteilen sollten. Die „Nation“ verstand er als eine durch gemeinsame Geschichte definierte und dieselben Werte tragende Gruppe. Für Noble Drew Ali war der Begriff der Nation also zentral, doch hatte er nicht den Wunsch, einen modernen Nationalstaat zu schaffen. Vielmehr sollten die Mitglieder seines Tempels wie er selbst eine „maurisch-amerikanische Nationalität“ haben. Sie sollten sich deswegen maurische Amerikaner (Moorish Americans) nennen, weil sie von Marokkanern abstammten, aber in Amerika geboren waren.

Die Flagge Marokkos und des MSTA

Die Identifikation mit Marokko ging so weit, dass Drew Ali in seinem Katechismus die Flagge Marokkos mit einem grünen Pentagramm auf rotem Grund als die Flagge seiner Gemeinschaft festlegte. Drew Alis alternative amerikanische Geschichte bescherte den Afroamerikanern somit eine transatlantische Verwandtschaft zu den Mauren des Maghreb und Spaniens. Noble Drew Ali nutzte die maurische Identität, um eine imaginäre Geographie zu schaffen, welche die afroamerikanische Identität mit einer afrikanischen Herkunft wie auch arabisch-muslimischen Kultur verband, diese dann an den nordamerikanischen Kontinent band und gleichzeitig streng von der weißen, europäisch-amerikanischen Kultur trennte.
Die amerikanische Staatsbürgerschaft war Noble Drew Ali sehr wichtig. Hierbei verstand er Staatsbürgerschaft als einen Status, als einen Prozess wie auch eine Anzahl von Rechten und Pflichten. Der Status des Staatsbürgers ermöglichte ihm nach eine Art Erlösung, da die Mauren als Staatsbürger konsequenterweise vom Staat aber auch von den anderen Bürgern anerkannt werden würden. Notwendig sei dafür aber die Rückkehr zu der eigenen vergessenen anzestralen Identität und Nationalität. Die Proklamation der eigenen Nationalität sollte den Mauren den Weg aus der Sklaverei zurück zur Menschheit ebnen. Sobald sie als Bürger anerkannt wären, sollten die maurischen Amerikaner allen staatsbürgerlichen Pflichten nachkommen: „Treue gegenüber dem Gesetz, Respekt und Loyalität gegenüber der Regierung, Toleranz und Einheit.“ Die „Erlösung“, die durch Staatsbürgerschaft erlangt werden sollte, sollte nicht auf abstrakte Art und Weise verstanden werden, sondern in erster Linie in Form von eher praktischen und materiellen Belohnungen wie Macht, einem Arbeitsverhältnis und natürlich Einkommen gesehen werden.

### Die Rolle des Islams

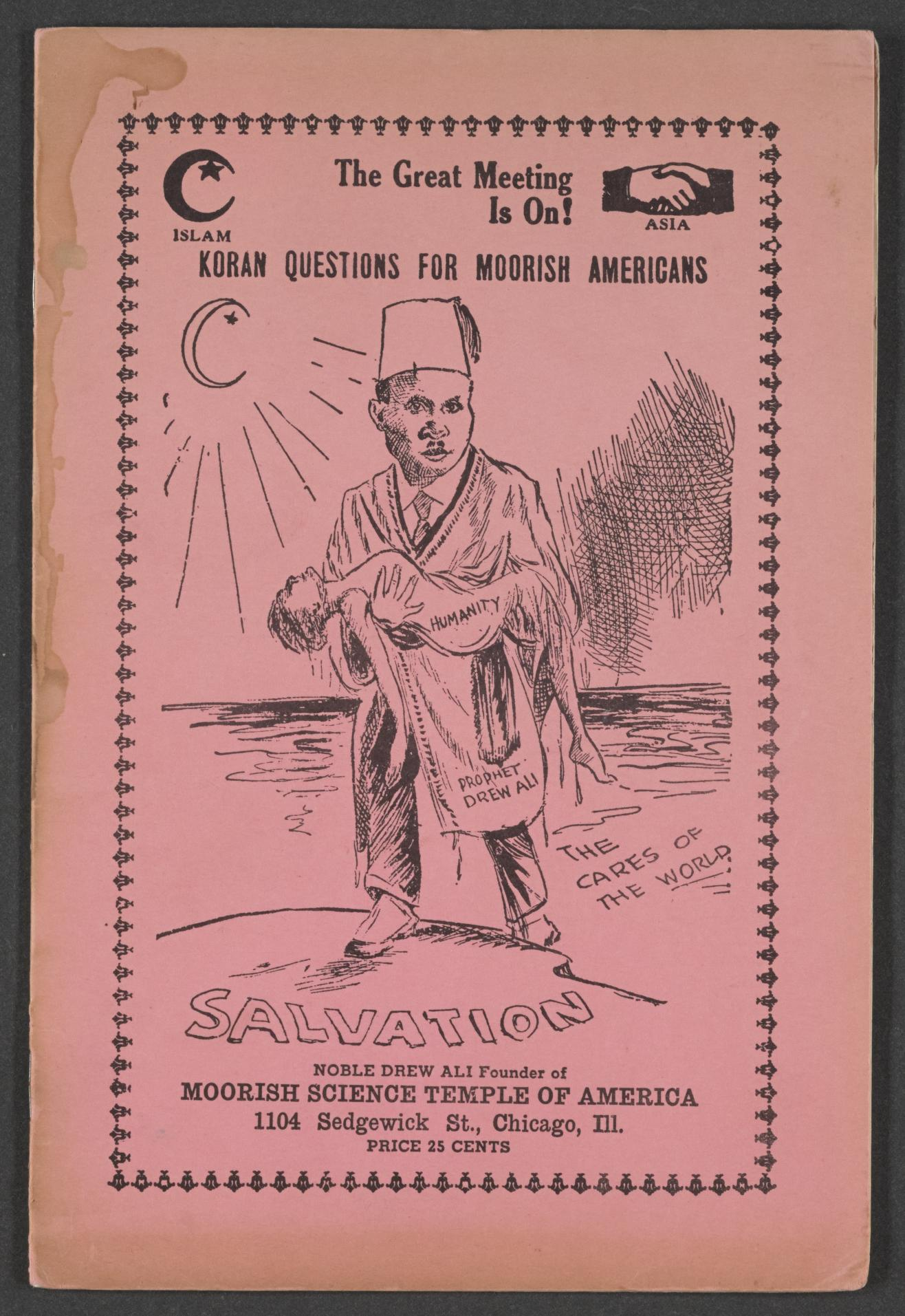
Noble Drew Ali als Retter der Menschheit auf der Titelseite der Koran Questions for Moorish Americans

Drew Ali ruft in seinem Koran die maurischen Amerikaner dazu auf, Kirche und Christentum diesen Nationen zurückzugeben und selbst zum Islam, der Religion ihrer Vorväter, zurückzukehren. Fathie Ali Abdat sieht hier eine theologische Abhängigkeit Drew Alis von Abdul Hamid Suleiman, dem Gründer des Canaanite Temples in Newark. Wie dieser habe Drew Ali das Christentum als Religion der Weißen und den Islam als die Religion die Schwarzen betrachtet. Anstelle Mekkas habe Drew Ali aber Marokko ins Zentrum seiner Kosmologie gesetzt. In seinem Katechismus für den MSTA erklärt Drew Ali, dass die Mitglieder der Gemeinschaft als ihre Religion den „Islamismus“ (Islamism) angeben sollten. Hervorgehoben wird hierbei, dass der Islam keine neue, sondern eine Religion der alten Zeit (old time religion) ist.
Wenn auch Drew Ali den Islam als seine Religion betrachtet, so sind doch die Übereinstimmungen seiner Lehren mit dem bekannten islamischen Lehrsystem nicht sehr groß. Gott wird als Allah bezeichnet und als Erschaffer der Menschen präsentiert. Als höheres Selbst ist Allah aber auch gleichzeitig im Menschen. Seine eigene religiöse Gründungsschrift bezeichnete er als Koran, und wie die Muslime maß Drew Ali dem Freitag besondere Bedeutung zu. Er sollte der wöchentliche Feiertag sein. Außerdem wird Mekka als Heilige Stadt betrachtet.
An die Stelle der üblichen Fünf Säulen treten bei ihm aber die Prinzipien Liebe, Wahrheit, Freiheit, Frieden und Gerechtigkeit. Mohammed wird zwar in den Koran Questions erwähnt, doch spielt Jesus Christus eine ungleich größere Rolle. Er wird als Retter der Israeliten vor der Unterdrückung der hellhäutigen Nationen Europas, die zu seiner Zeit einen Teil Palästinas beherrschten, beschrieben. Mohammed, der Eroberer (Mohammed, the Conqueror) war nur die erste Person, in der Jesus wiedergeboren wurde. Er enthauptete Satan 1453 durch den Sieg über Byzanz. Als den eigentlichen Propheten betrachtete Noble Drew Ali allerdings sich selbst. Er sah in sich auch einen Engel von Allah, der zu den Menschen gesandt war, um ihnen das immerwährende Evangelium zu bringen. Inwiefern Drew Ali mit den eigentlichen Lehren des Islams vertraut war, ist nur schwer festzustellen. Als die Bewegung des MSTA stärker mit muslimischen Einwanderern und Missionaren in Kontakt kam, soll er gesagt haben, dass die östlichen Muslime (aus den traditionell muslimischen Ländern) vom Weg abgeraten seien und maurische Amerikaner brauchen würden, um zurück zur Wahrheit geleitet zu werden.

### Die mythischen Ursprünge: Moabiter und Kanaaniter, Afrika und Asien
Nach Drew Alis Auffassung waren die Mauren als Nation schon sehr alt. Der Pentagramm-Flagge sprach er ein Alter von 10.000 Jahren zu. „Marokkaner“ war nach Drew Alis Auffassung nur ein moderner Name für die Moabiter, eine Nation, der auch Rut, die Hauptperson des biblischen Buches Rut angehörte. Die Mauren als die Moabiter der Antike waren ihm zufolge auch die Gründer der heiligen Stadt Mekka. Mekka liegt nach Drew Alis imaginärer Geographie im Land Kanaan und ist der Garten Eden, in dem der erste körperliche Mensch geformt wurde. Die nordafrikanischen Muslime in Marokko, Algerien, Tunesien und Libyen betrachtete Drew Ali als Nachkommen der Moabiter und Kanaaniter. Sie waren seiner Auffassung von Josua aus Kanaan vertrieben worden und hatten sich dann mit Erlaubnis des Pharao in diesen Teilen Ägyptens angesiedelt. In seinem Koran schreibt Drew Ali, nach den „göttlichen Aufzeichnungen der menschlichen Rasse“ seien alle Bewohner Afrikas „die Nachkommen der alten kanaanitischen Nation aus dem Heiligen Land von Kanaan“.
Ein weiterer wichtiger Bezugspunkt von Noble Drew Ali war Asien. Es wird gleich auf dem Titelblatt der Koranic Questions am oberen Rand der Seite neben dem Islam genannt und mit dem Symbol zweier ineinander greifender Hände dargestellt. „Asiatiker“ (Asiatics) und Muslime sind in seinem System die Kinder von Adam und Eva. Sie sind nach Asien ausgewandert, bewachen aber als Engel die Heilige Stadt Mekka. Als solche repräsentieren sie auch das Höhere Selbst. Die Maurischen Amerikaner sind mit ihnen verwandt, weil sie den gleichen Vater und die gleiche Mutter haben. Sich selbst präsentierte Noble Drew Ali als Gesandten Allahs mit der Aufgabe, die Asiatiker von Amerika zu ermahnen, sich bußfertig von ihrem sündigen Verhalten abzukehren. Denn Sünde und Ungehorsam hätte jede Nation in die Sklaverei getrieben, da sie sich nicht an die Vorgaben ihrer Vorväter hielten. Dies sei auch der Grund dafür, warum den amerikanischen Asiaten maurischer Abkunft 1774 ihre Nationalität entzogen worden sei und man sie als „Negro“, „Schwarze“ und „Farbige“ bezeichnet habe.
Als Ort für die Wiedererweckung der asiatischen Nation erschien Noble Drew Ali die kosmopolitische Stadt Chicago als der am besten geeignete Ort. So schrieb er in einem Text mit dem Titel So this is Chicago:

“What will happen among the Asiatics of the world will first happen in the United States of America. And the first cosmopolitan city of this nation will be in Chicago. This is Chicago, the only city of the land that has all features of this American life engaged in by our people. Aldermen seated in the council of the city. Men high in official affairs of the city generally. There is but one Chicago.”

„Was unter den Asiatikern der Welt geschehen wird, wird zuerst in den Vereinigten Staaten von Amerika geschehen. Und die erste kosmopolitische Stadt dieser Nation wird in Chicago sein. Dies ist Chicago, die einzige Stadt des Landes, die alle Merkmale dieses amerikanischen Lebens aufweist, das von unserem Volk ausgeübt wird. Ratsherren, die im Rat der Stadt sitzen. Männer, die in den offiziellen Angelegenheiten der Stadt eine hohe Stellung einnehmen. Es gibt nur ein Chicago.“

### Erziehung zum wirtschaftlichen Erfolg

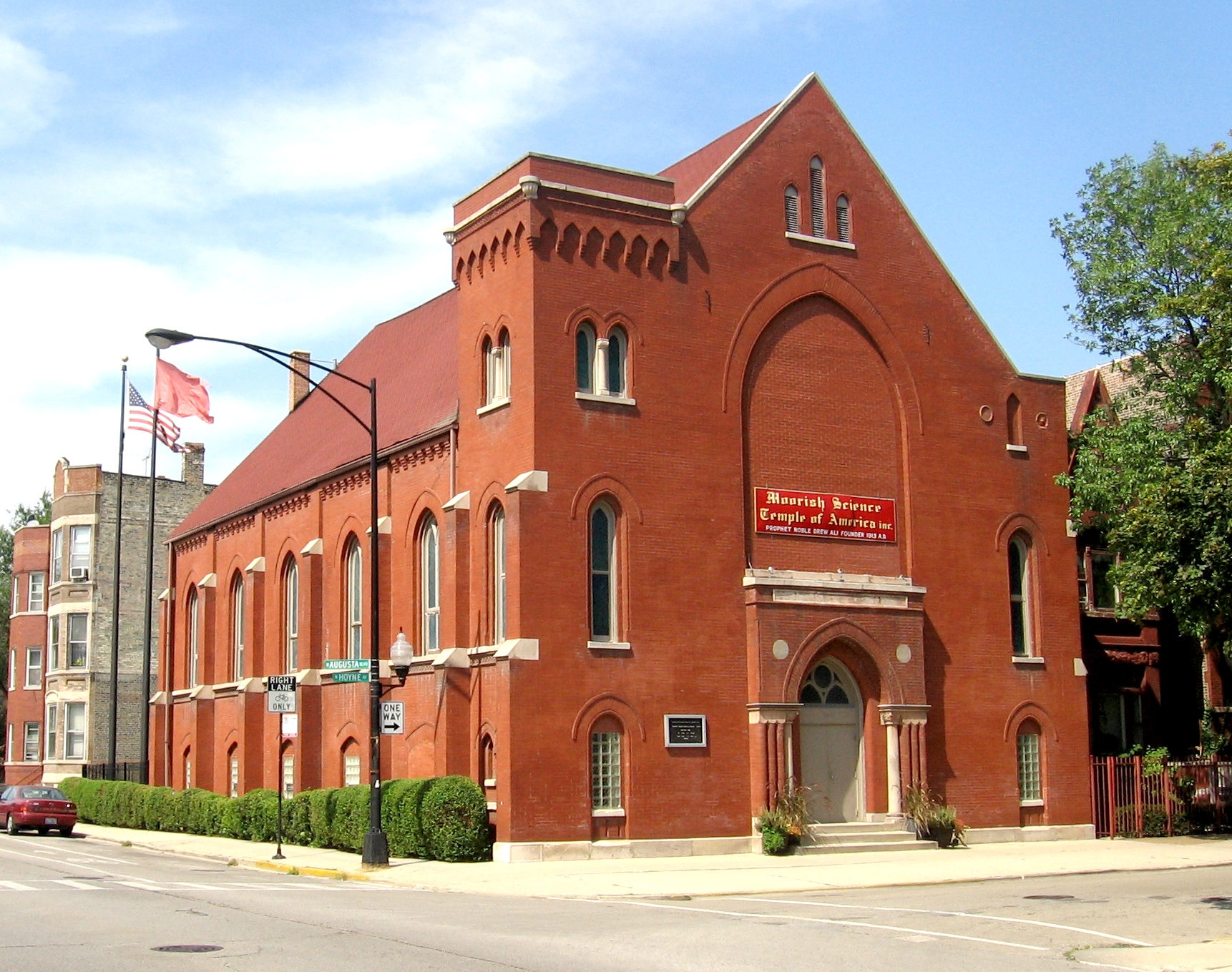
Der Temple No. 1 des Moorish Science Temple of America in Chicago

Letztlich war die Religion, für die Noble Drew Ali eintrat, von islamischer Symbolik und Nomenklatur durchsetzt, doch stand sie vor allem im Dienst amerikanischer Identitätspolitik und der Idee von racial uplift („Rassenaufstieg“). Der Aufstieg der maurischen Amerikaner sollte dadurch zustande kommen, dass sie darin unterwiesen werden, sie selbst zu sein. Ziel Drew Alis war die Unterrichtung der Mitglieder seiner Gemeinschaft in allen Dingen, die sie zu besseren Bürgern machten. Bei diesen Dingen handelte es sich vor allem um amerikanische Werte der Mittelklasse wie harte, ehrliche Arbeit, Nüchternheit, Widmung hin zur Familie und Gemeinde aber auch Unternehmergeist. So bildete er die Young Men Moorish National Business League, um wirtschaftliche Unternehmungen seiner Anhänger zu fördern.
Drew Ali war der Ansicht, dass nur wohlhabendere Menschen die spirituellen Elemente des Lebens genießen könnten, ein Volk von Bettlern dazu jedoch nicht in der Lage sei. Um Wohlstand für seine Gemeinschaft zu erreichen, stellte er eine Doktrin der wirtschaftlichen Sicherheit (doctrine of economic security) auf. In dem Text mit dem Titel Our dollars and sense schrieb er:

“We should keep firmly in mind the necessity of keeping each dollar spent as much as possible within the spheres of our own activities where they will create further openings of business enterprises and wider opportunities for the men and women of our group to procure soundly renumerative employment.”

„Wir sollten die Notwendigkeit fest im Auge behalten, jeden ausgegebenen Dollar so weit wie möglich in den Bereichen unserer eigenen Aktivitäten zu halten, wo sie weitere Eröffnungen von Geschäftsunternehmen und breitere Möglichkeiten für die Männer und Frauen unserer Gruppe schaffen, um eine solide, rentable Beschäftigung zu finden.“

### Reinheit und Gesundheit
Die Ausbildung einer Identität bzw. Nation reichte Drew Ali nicht aus, vielmehr musste diese mit dem richtigen Verhalten gepaart sein. Gerade die spirituelle und körperliche Reinheit sah er als einen weiteren wichtigen Aspekt, der einen sozialen und wirtschaftlichen Aufstieg garantieren würden. Krankheiten betrachtete Drew Ali als ein Scheitern bei der Aufgabe, einen reinen und damit funktionsfähigen Körper aufrechtzuerhalten. Um den Menschen zu ermöglichen, ihren Körper in Ordnung zu halten, gründete Ali die Moorish Manufacturing Corporation. Mit dem Verkauf von Produkten wie dem Moorish Mineral and Healing Oil und dem Moorish Body Builder and Blood Purifier wurden religiös fundierte Mittel zur körperlichen Heilung angeboten. Zusätzlich zu den genannten Produkten verteilte die Moorish Manufacturing Corporation auch Bilder, Reliquien, Talismane, Literatur und weitere mit Kräutern hergestellte Produkte.
Die Werbung für die Produkte war häufig von Empfehlungen begleitet. Konsumenten berichteten, dass die Wirkung der Produkte bereits nach einmaliger Nutzung deutlich spürbar wurde, sie sich wie neu fühlten und ihre Leiden komplett verschwanden. Nicht nur die Produkte versprachen Heilung, auch Noble Drew Ali selbst soll seine Anhänger geheilt haben. Im Moorish Guide, der im August 1928 ins Leben gerufenen Zeitung des MSTA, war einen Monat später zu lesen, dass eine gewisse Schwester Davis Bey, die ein Jahr zuvor einen Schlaganfall erlitten hatte und unter Lähmungserscheinungen litt, nach einer persönlichen Audienz bei Noble Drew Ali wieder ohne Krücken laufen konnte.
Die Bedeutung der physischen und spirituellen Reinheit war auch ein wichtiges Thema von Drew Alis Predigten. Für die Erlangung der körperlichen Reinheit machte er spezifische Angaben hinsichtlich der Ernährung, die einerseits den Körper gesund halten und andererseits eine maurische, muslimische Identität schaffen sollten. Die Ernährungsvorschriften spiegelten dabei die islamischen Verbote für Schweinefleisch sowie Alkohol und andere Rauschmittel wider. Dazu kamen eigene Vorschriften: Fleisch und Eier waren verboten, Fisch und Gemüse durften aber gegessen werden. Teilnahme an europäischen Spielen, Kinobesuche und weltliche Tänze waren verboten, das Rasieren, Auftragen von Kosmetik, Rauchen und das Glätten der Haare ebenso. Den Körper sollte man durch regelmäßiges Baden sauber halten. Was die innere Reinheit betrifft, so sollten Mauren ihr Herz mit Liebe rein halten.
Abgesehen davon präsentierte Drew Ali auch die Einhaltung der rassischen Reinheit als Mittel, um die Integrität der maurischen Identität bzw. Gruppe zu bewahren. So sollten Mauren keine Europäer heiraten. In seinem Koran heißt es: „Wir, als eine saubere und reine Nation, die von den Bewohnern Afrikas abstammt, haben nicht den Wunsch, mit den Familien der hellhäutigen Nationen Europas zu vermischen.“

## Kritik

### Sāttī Mādschid und die verurteilende Fatwa der Azhar

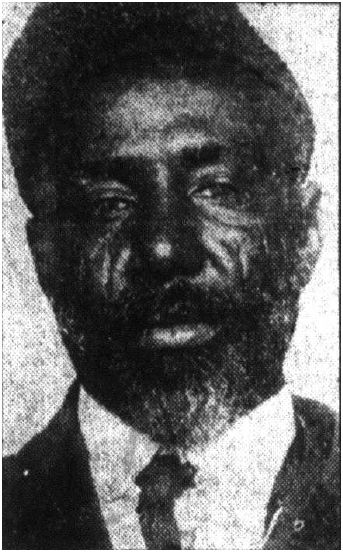
Sāttī Mādschid

Auf starke Ablehnung stießen Noble Drew Alis Lehren bei Sāttī Mādschid, einem aus dem Sudan stammenden muslimischen Missionar, der sich zwischen 1904 und 1929 in den USA aufhielt, um Amerikaner zum Islam zu bekehren. Sein Wirken wird in dem Buch Šiyāḫat al-islām fī Amrīkā („Das Amt des Schaich al-Islām in Amerika“) des sudanesischen Historikers ʿAbd al-Hamīd Muhammad Ahmad beleuchtet. Nach diesem Buch schrieb Sāttī, als er von Noble Drew Ali hörte, einen Brief an ihn und riet ihm, seinen Namen zu ändern und sein Buch zu verbrennen. Als dies nichts nützte, versuchte er Noble Drew Ali vor Gericht zu bringen, um seine Lehren überprüfen zu lassen. Er nahm vor allem Anstoß daran, dass Noble Drew Ali das Prophetentum für sich in Anspruch nahm, und wollte erreichen, dass er gezwungen würde, sein Prophetentum durch Muʿdschiza-Wunder, die nur ein Prophet vollbringen kann, zu beweisen. Sāttī Mādschid behauptete, dass er sich persönlich wegen Noble Drew Ali an die amerikanische Regierung gewandt habe, da dieser den islamischen Glauben in Verruf gebracht habe. Ob Sāttī Noble Drew Ali jemals selbst begegnet ist, wird aus seinen Aussagen nicht klar.
Am 13. Januar 1929 verließ Sāttī Mādschid empört die Vereinigten Staaten von Amerika und reiste nach Kairo, um von islamischen Autoritäten Fatwas einzuholen, die Noble Drew Alis Aussagen als häretisch verurteilen. In einer Anfrage (istiftā) an die Azhar schrieb er über Noble Drew Ali, dass dieser in Anspruch nehme, aus dem Haus des Propheten zu sein und auch selbst ein endzeitlicher Prophet zu sein, den Jesus angekündigt habe. Sāttī Mādschid brachte auch vor, dass Noble Drew Alis Heiliger Koran weder einen Koranvers noch irgendeinen Hadith des Propheten Mohammed enthalte. Weiterhin wies er auf Noble Drew Alis Behauptung hin, dass der Islam vor seiner Zeit nicht der wahre Islam gewesen sei, er sein Wissen in Fès erhalten habe, er den Führern der islamischen Religion in Ägypten, dem Hedschas und Irak begegnet sei und diese ihn als Propheten anerkannt hätten.
Insgesamt erhielt Sāttī Mādschid drei Fatwas, eine von der Azhar, die mit einer offiziellen englischen Übersetzung versehen war, und zwei von sudanesischen Institutionen. Die Fatwa der Azhar referierte auf mehrere Verse im Koran, in denen Mohammed als Gesandter Gottes und Siegel der Propheten beschrieben wird (Suren 33:4, 61:6), der Islam als die wahre Religion, der man folgen sollte, genannt wird (Suren 3:19, 3:85), und den Ungläubigen Verwünschung durch Gott angedroht wird (Sure 2:89). All diese Suren werden angeführt, um Noble Drew Ali als Lügner und Daddschāl zu brandmarken und Muslime davor zu warnen, seinen Worten zu folgen. Die zwei sudanesischen Fatwas folgten der Fatwa al-Azhars und brachten auf ähnliche Art und Weise zum Ausdruck, dass man diesem Lügner und seinen Lügen kein Gewicht geben soll, dass seine Behauptungen eigentlich nicht der Rede Wert seien und daher auch keine Widerlegung benötigten. Sāttī Mādschid hoffte wohl, mit der offiziellen Verurteilung von Noble Drew Alis Lehre in die USA zurückkehren zu können, doch gibt es keine Beweise dafür, dass die Fatwas jemals Amerika erreichten, bevor sie in den 1990er Jahren als Anhang zu einem wissenschaftlichen Artikel veröffentlicht wurden.

### Mohammed Ezaldeen und die AAUAA
In Detroit wurde Noble Drew Ali wegen seiner heterodoxen islamischen Praktiken auch seitens einiger Mitglieder des MSTA kritisiert. So verließ Mohammed Ezaldeen 1929, der mit gebürtigem Namen James Lomax hieß und innerhalb des MSTA eine hohe Position einnahm, die Gemeinschaft und begann sich mit der sunnitischen Richtung des Islam zu beschäftigen. Ein Jahr später reiste er – nunmehr als Mehmet Ali – in die Türkei, um Mustafa Kemal Atatürk um Unterstützung für die afroamerikanischen Muslime zu bitten. Ziel war die Gründung einer Kolonie afroamerikanischer Muslime in der Türkei. Da er die erhoffte Hilfe nicht erhielt, reiste er 1931 weiter nach Ägypten, wo er fünf Jahre lang Arabisch und islamische Religionslehre studierte. Nachdem er 1936 in die USA zurückgekehrt war, gründete er 1938 die Addeynu Allahe Universal Arabic Association (AAUAA) als sunnitische Missionsorganisation für afroamerikanische Muslime. Später zog er nach Newark (New Jersey), wo er weiter gegen die Lehren Noble Drew Alis und des MSTA predigte.

## Nachleben

### Der Streit um Drew Alis Nachfolge innerhalb der MSTA
Nach Drew Alis Tod kam es innerhalb des MSTA zu Auseinandersetzungen über seine Nachfolge. Edward Mealy El (1870–1935) mit dem Titel „Oberster Großscheich“ (Supreme Grand Sheik), der aufgrund der Organisationshierarchie als der naheliegendste Kandidat für die Nachfolge galt, besuchte verschiedene Tempel und sandte eine Reihe von Briefen an Scheichs und Adepten, um seine Führungsposition in der Glaubensgemeinschaft zu festigen. Charles Kirkman-Bey (1896–1959), Drews „Übersetzer“, schaffte es jedoch bei der zweiten Jahrestagung der Organisation im September 1929, Mealy El von der Macht zu verdrängen. Eine Fraktion von Drew Alis Anhängern, die sich Reincarnated Moorish Temple nannten, glaubten, dass sein Geist in seinen Chauffeur John Givens-El Drews eingetreten sei, als dieser bei der Arbeit am Auto des Propheten in Ohnmacht gefallen war. Die größte Fraktion konnte jedoch Kirkman-Bey hinter sich vereinen, der den Titel Supreme Grand Advisor and Moderator (SGAM) annahm und gegen Rivalen, die behaupteten, wiedergeborene Propheten zu sein, Klage wegen ketzerischer Innovation einreichte.
Es gibt Berichte, wonach auch Wallace Fard Muhammad, der Gründer der Nation of Islam behauptete, eine Reinkarnation von Noble Drew Ali zu sein. Malcolm X und andere Anführer der Nation of Islam haben jedoch jederlei Verbindung von Wallace Fard Muhammad, Elijah Muhammad oder ihrer Bewegung mit Noble Drew Alis MSTA mit Nachdruck abgestritten.

### Legenden über Noble Drew Alis Leben
Um sich von anderen oriental scientists abzuheben, hatte sich Drew Ali eine mythische Lebensgeschichte zugelegt, in der er sich karikaturhaft selbst überhöhte. Die staatlichen Behörden versuchten daraufhin, Drews Selbstdarstellung als Fassade zu dekonstruieren, und vermittelten in den Zeitungen ein stereotypes Bild von ihm als einem Scharlatan. In den 1940er Jahren stellten ihn Agenten des Federal Bureau of Investigation (FBI) sogar als aufrührerische, pro-japanische Bedrohung dar. Um den Ruf Drew Alis zu verteidigen und sein Vermächtnis zu bewahren, verbreiteten seine Anhänger eine Vielzahl von glorifizierenden Gedenkschriften. Zum 100. Geburtstag Noble Drew Alis im Jahr 1986 hatten diese Aktivitäten vermutlich ihren Höhepunkt erreicht, wohl nicht zuletzt auch deshalb, weil die Mitgliederzahlen des MSTA stetig sanken.
Viele der Legenden über Noble Drew Alis Leben sind in Peter L. Wilsons Buch Sacred drift: essays on the margins of Islam (San Francisco 1993) zusammengefasst. Die teils sehr schillernden hagiographischen Berichte beleuchten den Glauben seiner Anhänger in Bezug auf die prophetische Mission Alis. In einigen Überlieferungen erscheint Drew Ali als der Sohn ehemaliger Sklaven; in anderen wird von seinem Vater behauptet, er sei „Maure“ gewesen. In wieder einer anderen populären Version gehört seine Mutter den Cherokee an. Prinzipiell scheint das Hauptziel solcher Überlieferungen die Herstellung einer Verbindung zum Islam und zu Nordamerika zu sein. Gerade die Verbindung zu indigenen Völkern Amerikas kann eventuell als Versuch gesehen werden, eine edlere Abstammung in dem Sinne, dass die Geschichte und Kultur der amerikanischen Ureinwohner eine Antithese zu jener der weißen Amerikanern darstellte, in Anspruch zu nehmen und so ein stärkere Verbundenheit mit dem Kontinent herzustellen.
Auch ist überliefert, dass Drew Alis Mutter eine große Zukunft für ihren Sohn vorausgesehen hat. Nach ihrem Tod soll Timothy von seiner Tante aufgenommen worden sein. Wegen ihrer Misshandlungen sei er jedoch geflüchtet und anschließend bei Zigeunern untergekommen. Mit 16 Jahren soll er sich den Merchant Marines angeschlossen haben und so nach Ägypten gelangt sein. Nach der offiziellen Überlieferung gründete er dann entweder 1912 oder 1913 einer Vision folgend den Canaanite Temple in Newark, New Jersey, als eine neue Religion für die „lost-found nation of Black Americans“. Erst etwa 1919 soll er diese in den Moorish Science Temple umbenannt und den Hauptsitz nach Chicago verlegt haben.
In vielen Fällen scheint Drew Alis Berufungsgeschichte den Erwerb von Titeln und Namen in den Mittelpunkt zu stellen, um so seinen Prophetenstatus zu unterstreichen. Diese Namen und Titel sind möglicherweise aber auch Chiffren, um eine Verbindung zu den Entrechteten oder Vertriebenen herzustellen. Denkbar ist zudem, dass damit die Zugehörigkeit zur aufsteigenden Klasse des wohlhabenden schwarzen Bürgertums und den Entrepreneuren des Spirituellen untermalt werden sollte.

### Verehrung bei der Washitaw Nation

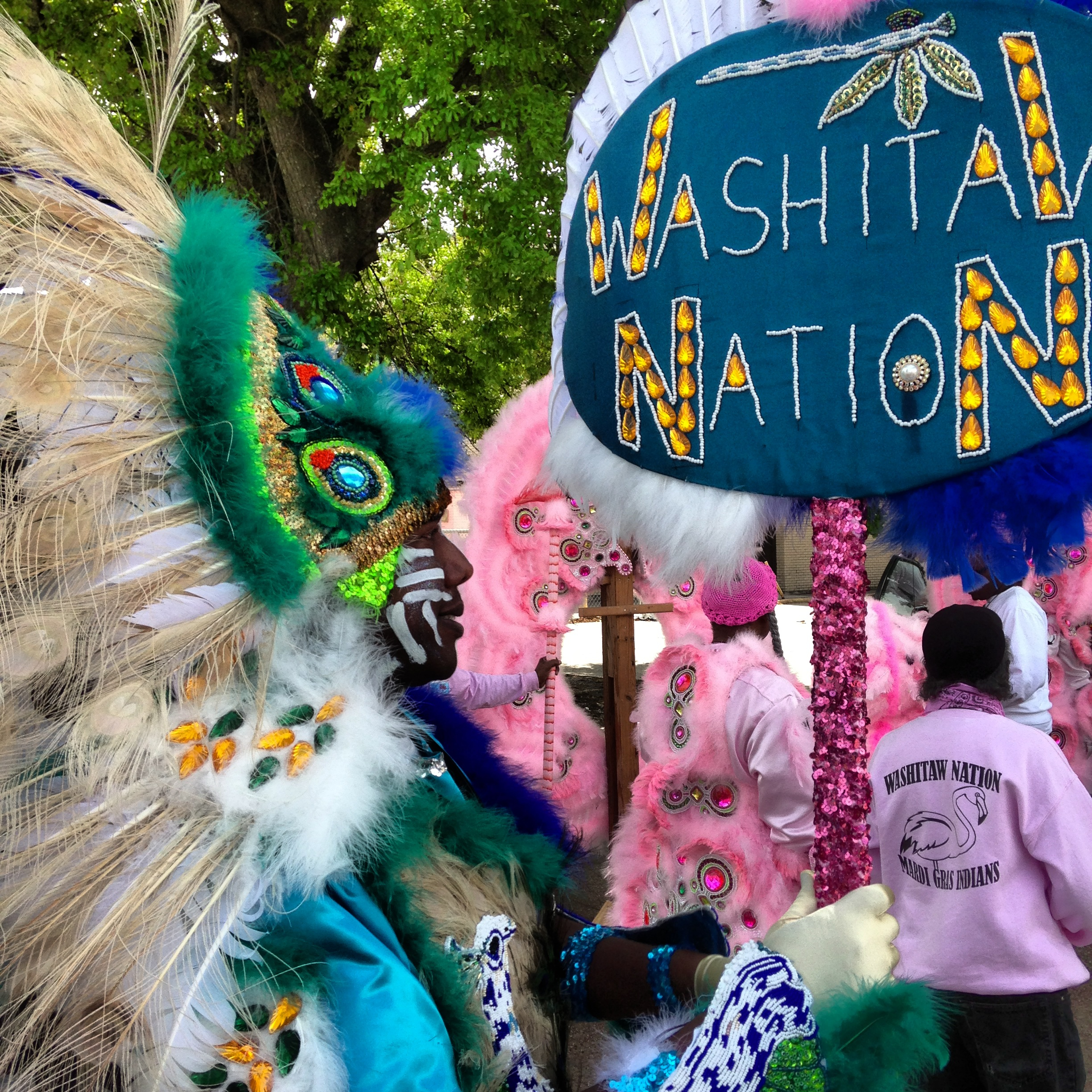
Mitglieder der Washitaw Nation beim Mardi Gras in New Orleans 2014

Noble Drew Ali wird auch in der Washitaw Nation verehrt, einer afroamerikanischen Gruppe, die 1980 von Verdiacee Goston (1927–2014), der Bürgermeisterin von Richwood, Louisiana, gegründet wurde und behauptet, ein souveräner Staat der amerikanischen Ureinwohner innerhalb der Grenzen der Vereinigten Staaten von Amerika zu sein. Goston, die sich selbst als „Kaiserin“ (empress) bezeichnete, führte ihre Abstammung auf Drew Ali zurück und lehrte, dass dieser ihr Kommen vorhergesagt habe. Ali gehörte nach ihrer Lehre der kaiserlichen Washitaw-Blutlinie an und soll ihr Vorläufer von Goston gewesen sein. Auf vielen Washitaw-Bildern wird Noble Drew Ali zusammen mit Goston dargestellt. Einige zeitgenössische Washitaw berichten auch von wundersamen posthumen Begegnungen mit Drew Ali.

## Religions- und geistesgeschichtliche Einordnungen
Die MSTA gilt als die erste religiöse Massenbewegung des Islams in den Vereinigten Staaten.
Sherman Jackson sieht Noble Drew Ali als einen Repräsentanten von Schwarzer Religion (Black Religion) an. Dabei handelt es sich ihm zufolge nicht um eine spezifische Religion, sondern vielmehr um eine religiöse Orientierung, die keine eigenständige Theologie, institutionalisierte Ordnung, Liturgie oder Gründungsdokumente aufweist, sondern eher den Deismus und die Natürliche Religion der Schwarzamerikaner darstellt. Es sei der Glaube an eine höhere, außerhalb der menschlichen Geschichte liegende Kraft und daran, dass diese Kraft auch in die Rassenverhältnisse Amerikas eingreifen könne. Gerade im Süden Amerikas, bei der schwarzen Bevölkerung, sei die Vereinigung von Schwarzer Religion und Protestantismus relativ geläufig gewesen. Das habe sich erst mit der Massenmigration schwarzer Arbeiter in den Norden geändert, die dort nach etwas Neuem suchten. Im Kontext der zerrissenen Beziehung zwischen Kirche und Schwarzer Religion hätten dann frühe „Islamisierer“ wie Noble Drew Ali und Elijah Muhammad der Schwarzen Religion mit dem, was sie als Islam präsentierten, Asyl geboten. Indem sie die Schwarze Religion als Vehikel nutzten, um sich den Islam anzueignen und ihn für schwarze Amerikaner bedeutungsvoll und wertvoll zu machen, hätten diese frühen Islamisierer den Islam populär machen und ihn zum kulturellen Eigentum der gesamten schwarzen Amerikaner machen können.
Auch Kamiz GhaneaBassiri stellt Nobel Drew Alis Wirken in den Zusammenhang mit der Great Migration, einer Bewegung, bei der Afroamerikaner in größerer Anzahl in die Metropolen des Nordostens und mittleren Westens auswanderten, um den Jim-Crow-Gesetzen zu entkommen und Arbeit zu finden. Eine der Folgen dieser Migration war nach GhaneaBassiri, dass es während der 1920er und 1930er Jahre fast zu einer Explosion religiös eklektischer, spiritueller Institutionen unter der afroamerikanischen Bevölkerung kam, vergleichbar mit der Gründung religiöser Bewegungen wie Mormonen, Shakern, Spiritualismus, christlicher Wissenschaft und der Theosophischen Gesellschaft im Weißen Amerika des 19. Jahrhunderts. Zwar habe es bereits früher ähnliche Erscheinungen gegeben, jedoch seien die Afroamerikaner erst durch die Migration in den Norden an genügend finanzielle Ressourcen gelangt, um unabhängige Institutionen zu gründen. In diesen Kontext gehören nach GhaneaBassiri auch die Entstehung des späteren Moorish Science Temple of America und Nobel Drew Alis Theorien und Ansichten.

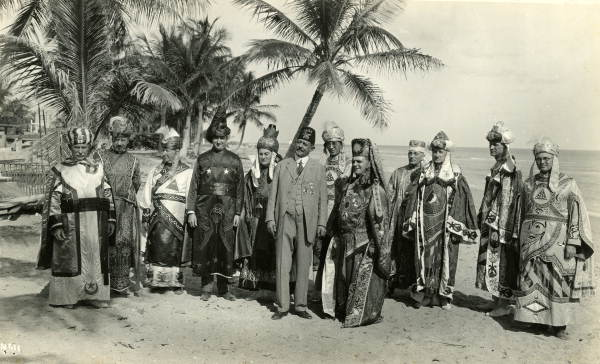
Anhänger der Shriners um 1930 in voller Montur

GhaneaBassiri sieht es auch als gesichert an, dass die Aneignung islamischer Symbole, Geschichte und Rituale durch Geheimbünde wie Freimaurer und Shriners eine bedeutende Rolle bei der Entwicklung von Drew Alis Bewegung spielte. Dabei geht er davon aus, dass Noble Drew Ali selbst in einen freimaurerischen Orden initiiert war. Es seien gerade die Freimaurerorden gewesen, die das Orientalische und Antike populär machten, Wissen über Kulturen, die als orientalisch oder antik beschrieben wurden, sammelten und damit ihre eigenen Mythen und Rituale formten. Insbesondere dem Ancient Arabic Order, Nobles of the Mystic Shrine, also den Shriners, die sich in großem Maße islamischer Symbolik, Geschichte und Weisheiten bedienten, misst GhaneaBassiri eine bedeutende Rolle bei der Entstehung der Vorstellungen und Praktiken von Drew Alis Moorish Science Temple bei. Ein für Afroamerikaner vorgesehener Zweigorden mit dem Namen Ancient Egyptian Arabic Order, Nobles of the Mystic Shrines war 1893 in Chicago gegründet worden. Diese Shriner nutzten gerne Symbole wie Halbmond und Stern oder den Schwarzen Stein an der Kaaba. Sie trugen wie die Anhänger des MSTA einen Fez oder Turban und behaupteten, dass ihr Orden von Kalif ʿAlī ibn Abī Tālib gegründet worden sei. Wie sie machten sie auch von den Titeln Noble, Bey und Sheik Gebrauch. Auch bei Kleidung, Katechismen und Initiationsriten, die im Moorish Science Temple selbst verwendet wurden, sieht GhaneaBassiri eine enge Verwandtschaft zu Freimaurern und Shrinern. Er meint, dass es das Freimaurertum war, das Drew Ali die strukturellen und mythologischen Werkzeuge bot, um sein eigenes Verständnis von Religion zu erschaffen und zu institutionalisieren, und der Circle Seven Koran ein Produkt der metaphysischen und theosophischen religiöser Schriften war, die unter Freimaurern beliebt waren.
Jacob Berman gibt zu bedenken, dass Drew Alis maurische Kosmologie einer schwarzen amerikanischen Identität die afrikanischen Kulturen südlich der Sahara marginalisierte und teilweise die gleichen kulturellen Vorurteile reproduzierte, die schon zu Vorkriegszeiten in den amerikanischen Südstaaten präsent waren. Edward Curtis sieht bei Drew Alis Theorien auch Anknüpfungspunkte an den damaligen Diskurs über amerikanische nationale Identität, der von Rassismus und Fremdenfeindlichkeit geprägt war und mit dem Immigration Act of 1924 auch die Gesetzgebung bestimmte. So versuchte Drew biologische Komponenten in das Verständnis von kultureller und nationaler Identität einzuspeisen. Vergleichbar mit den damaligen Immigrationsgesetzen basierten seine Ansätze auf den gängigen biologischen Vorstellungen von Gruppenidentität und Rassenreinheit. Seine Versuche, den schwarzen Partikularismus in der Weise umzudefinieren, dass eine explizit schwarze Nomenklatur umgangen wurde, verschleierten den intensiven Wunsch, der in den Vereinigten Staaten verbreiteten verächtlichen Haltung gegenüber dem Schwarzen aus dem Weg zu gehen. Um nicht als unzivilisiert und wild wahrgenommen zu werden, argumentierte er für die Abstammung der Afroamerikaner aus einem mythischen maurischen Reich.

## Berichterstattung in den arabischen Medien 2020
Im Zusammenhang mit den Protesten nach der Tötung von George Floyd im Mai 2020 wurde man in den arabischen Ländern und Medien auf Bilder aufmerksam, auf denen schwarze Amerikaner mit Fez und marokkanischer Flagge an den Protesten teilnahmen. Da es nur wenig Wissen über den Moorish Science Temple gab, lieferte Al Jazeera einen umfangreichen Artikel dazu, der die Geschichte des MSTA zusammenfasste und Noble Drew Alis Lehren als eine Mischung aus islamischen Prinzipien und christlichen Riten beschrieb. Die Verbindung zu Marokko wurde dabei an mehreren Stellen erwähnt. Drew Ali wird darin allerdings unrichtig als der Sohn eines Marokkaners und einer Cherokee beschrieben. In einem eingebetteten Video, das auch auf dem Youtube-Kanal Echo angesehen werden kann, wird behauptet, dass Noble Drew Ali Ägypten besucht habe und dort Teil einer Zirkustruppe gewesen sei. Die Texte der Gruppierung werden mit der Aussage zitiert, Nobel Drew Ali besäße geheime Teile des Korans. Hinsichtlich seiner Herkunft und des Grunds, warum er eine Zugehörigkeit zu Marokko empfand, gebe es jedoch unterschiedliche Überlieferungen. Ein weniger detailreicher Artikel zu Noble Drew Ali und dem MSTA wurde im Zusammenhang mit den Protesten von dem marokkanischen Medienunternehmen al-Dār veröffentlicht. In diesem Artikel werden auch verschiedene Theorien zum Ursprung der Gruppierung angeführt, darunter eine, die sie auf Sklaven aus dem Sudan zurückführt, die von einem marokkanischen Sultan nach Marokko gebracht wurden und dann nach längerer Zeit von Sklavenhändlern nach Europa und Amerika verkauft wurden.

### Schriften zum Koran
- Drew Ali, Moorish Science Temple of America und Omar Ibn Said Collection: The Holy Koran of the Moorish Science Temple of America: circle 7. The Moorish Science Temple of America [1927] (Digitalisat).
- Drew Ali, Moorish Science Temple of America, and Omar Ibn Said Collection: Koran questions for Moorish Americans. Moorish Science Temple of America, Chicago, Ill. 1928 (Digitalisat).

### Sekundärliteratur
- Fathie Ali Abdat: Before the Fez: The Life and Times of Drew Ali, 1886–1924. In: Journal of Race, Ethnicity, and Religion. 5.8 (2014) 1–39.
- Fathie Ali Abdat: The Moorish Science Temple in America. In: Muhammad Afzal Upal, Carole M. Cusack (Hrsg.): Handbook of Islamic Sects and Movements. Leiden; Boston: Brill 2021. S. 673–693.
- Ahmed I. Abou Shouk, J.O. Hunwick, R.S. O’Fahey: A Sudanese missionary to the United States: Sāttī Mājid, ‘Shaykh al-Islām in North America,’ and his encounter with Noble Drew Ali, Prophet of the Moorish Science Temple Movement. In: Sudanic Africa. 8 (1997) 137–191.
- Herbert Berg: Elijah Muhammad and Islam. New York: New York University Press 2009.
- Herbert Berg: Mythmaking in the African American Context: The Moorish Science Temple, the Nation of Islam, and the American Society of Muslims. In: Journal of the American Academy of Religion. 73.3 (2005) 685–703.
- Jacob Rama Berman: American Arabesque. Arabs, Islam and the 19th Century Imaginary. New York, London: New York University Press 2012.
- Patrick D. Bowen: “That We May be Known Throughout all the Moslem World”: Pittsburgh’s African American Muslims, 1925–1945. In: Pennsylvania Legacies. 18.1 (2018) 20–25.
- Patrick D. Bowen: A History of Conversion to Islam in the United States. Bd. 2. Leiden: Brill 2017. doi:10.1163/9789004354371
- Patrick Bowen: Satti Majid. A Sudanese Founder of American Islam. In: Journal of African Religions. 1.2 (2013) 194–209.
- Patrick Bowen: The Search for “Islam”: African-American Islamic Groups in NYC, 1904–1954. In: The Muslim World. 102 (2012) 264–283. doi:10.1111/j.1478-1913.2011.01372.x
- Emily Suzanne Clark: Noble Drew Ali’s “Clean and Pure Nation”: The Moorish Science Temple, Identity and Healing. In: Nova Religio: The Journal of Alternative and Emergent Religions. 16. 3 (2013) 31–54.
- Edward E. IV. Curtis: Islamism and Its African American Muslim Critics: Black Muslims in the Era of the Arab Cold War. In: American Quarterly. 59 (2007) 683–709.
- Edward E. IV. Curtis: Encyclopedia of Muslim-American History (Auszug)
- Edward E. IV. Curtis: Islam in Black America. Identity, Liberation, and difference in African-American Islamic thought. State University of New York Press, Albany 2002.
- Robert Dannin: Black Pilgrimage to Islam. Oxford University Press, Oxford 2005.
- Spencer Dew: The Aliites: race and law in the religions of Noble Drew Ali. The University of Chicago Press, Chicago 2019.
- Spencer Dew: “Moors know the Law”: Sovereign Legal Discourse in Moorish Science Religious Communities and the Hermeneutics of Supersession. In: Journal of Law and Religion. 31.1 (2016) 70–91.
- Kamiz GhaneaBassiri: A History of Islam in America: From the New World to the New World Order. Cambridge: Cambridge University Press 2010, doi:10.1017/CBO9780511780493.011.
- Michael A. Gomez: Black Crescent. The Experience and Legacy of African Muslims in the Americas. New York: Cambridge University Press 2005.
- Paul Gudj: Des »Afro-Asiatiques« et des »Africaines« In: Cahiers d’Études africaines. XLIII (4), 172 (2003), S. 739–760.
- Timothy L. Hall: American Religious Leaders Facts On File, New York 2003, ISBN 978-0-8160-4534-1. S. 103 f. (Auszug).
- Sherman A. Jackson: Black Orientalism: Its Genesis, Aims and Significance for American Islam. In: Manning Marable, Hishaam D. Aidi: Black Routes to Islam. Palgrave MacMillian, New York 2009, S. 33–48.
- Sylvester Johnson: The Rise of Black Ethnics: The Ethnic Turn in African American Religions, 1916–1945. In: Religion and American Culture: A Journal of Interpretation. 20.2 (2010), S. 125–163.
- Sholomo B. Levy: “Ali, Noble Drew” in Henry Louis Gates Jr., Evelyn Brooks Higginbotham (Hrsg.): African American Lives OUP USA, 2004, ISBN 978-0-19-516024-6. S. 18–20 (Auszug).
- Anthony B. Pinn: African American Religious Cultures. 2 Bde. ABC-Clio Inc., 2009 (Online-Auszug).
- Edward L. Queen, II, Stephen R. Prothero, Gardiner H. Shatuck, Jr.: Encyclopedia of American Religious History. (Auszug).
- Jane I. Smith: Islam in America. Columbia University Press, New York 1999.
- Scott J. Varda: Drew Ali and the Moorish Science Temple of America: A Minor Rhetoric of Black Nationalism. In: Rhetoric and Public Affairs 16/4 (2013) 685–717.